# Patara
För andra betydelser, se Patara (olika betydelser).

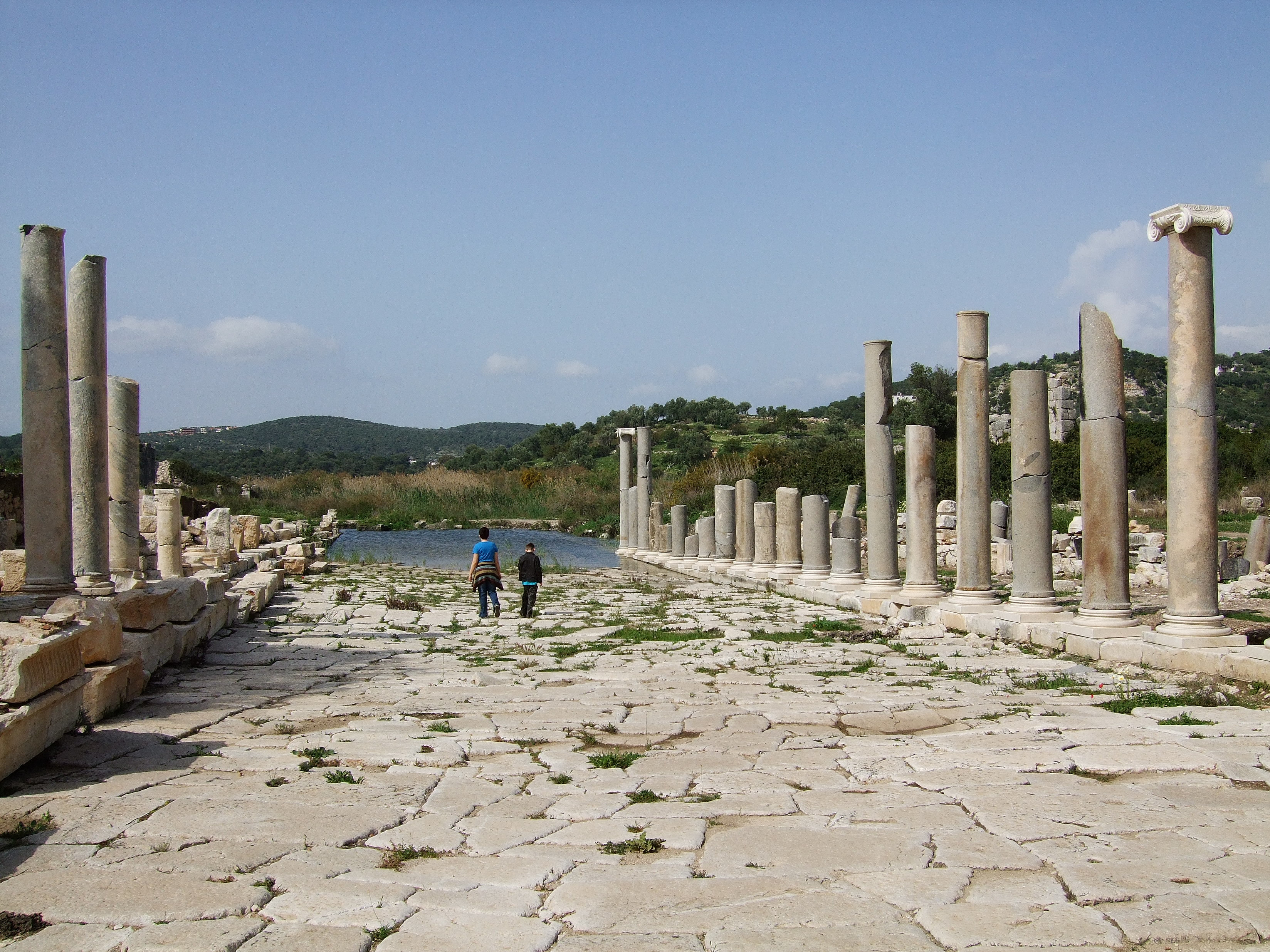
Agora med kolonner i Patara.

Patara var under antiken en hamnstad i Lykien på Anatoliens södra medelhavskust. Ptolemaios II Filadelfos utökade staden och gav den namnet Arsinoe efter sin syster och gemål Arsinoe II men det äldre namnet fortlevde. Staden var en av de sex viktigaste medlemmarna i det lykiska förbundet som ägde bestånd mellan 167 f.Kr. och 43 e.Kr. Ptolemaios II FiladelfosDen helige Nikolaus föddes i Patara omkring 280 e.Kr.
Patara hade ett berömt tempel helgat till Apollon. Betydande ruiner finns kvar på platsen, ungefär mitt emellan de moderna städerna Fethiye och Kaş. I närheten ligger en lång strand som är populär bland turister.